# Adolf Pedersen
Adolf Pedersen (* 24. Oktober 1863; † 3. Juli 1928) war ein norwegischer Gewerkschafter.
Er war von 1901 bis 1904 und 1905 bis 1906 Vorsitzender des norwegischen Gewerkschaftsbundes (Landsorganisasjonen i Norge), damit war er die einzige Person, welche dieses Amt zweimal bekleidet hat.
Daneben war er auch Vorsitzender der Maler- und Anstreichergewerkschaft. Die Konflikte, die das Doppelamt mit sich brachte, führten in beiden Fällen zu seinem Rücktritt.
| Personendaten    | Personendaten                                     |
| ---------------- | ------------------------------------------------- |
| NAME             | Pedersen, Adolf                                   |
| KURZBESCHREIBUNG | Vorsitzender des norwegischen Gewerkschaftsbundes |
| GEBURTSDATUM     | 24. Oktober 1863                                  |
| STERBEDATUM      | 3. Juli 1928                                      |